# Dżazirat Zabardżad
Dżazirat Zabardżad (arab. جزيرة الزبرجد, Jazīrat Zabarjad; znana też jako Wyspa św. Jana) – wyspa na Morzu Czerwonym należąca do Egiptu, położona w pobliżu przylądka Ras Banas.

## Położenie
Wyspa położona jest u wschodnich wybrzeży Egiptu, w zatoce Foul, 46 km na południowy wschód od przylądka Ras Banas. Znajduje się na obszarze Parku Narodowego Elba. Jest największą z trzech wysp znajdujących się na obszarze zatoki.

## Geologia
Wyspa została wyniesiona ponad poziom morza w wyniku nachodzenia na siebie płyt tektonicznych – afrykańskiej i eurazjatyckiej. Zbudowana jest głównie ze skał pochodzenia metamorficznego. Szczególnie ważnymi minerałami tworzącymi wyspę są oliwiny. Mają zazwyczaj barwę zieloną w różnych odcieniach. Spotykane też są oliwiny brązowe i czarne. Szczególnym ich rodzajem jest perydot – wysoko ceniony kamień szlachetny.

## Historia
Wyspa znana była już w czasach starożytnych. Perydot był tu wydobywany już 3500 lat temu. Znaleziono egipską biżuterię z II tysiąclecia p.n.e., której klejnoty pochodziły z minerałów wydobywanych na wyspie. W XIX wieku geolodzy badali kopalnie znajdujące się na Zabardżad, w których odkryli złoża niklu. Zostały one wydobyte około 1960 roku.